# Funktionsdesign
Funktionsdesign ist eine Standardisierungs- und Strukturierungsmethode für die Technische Dokumentation und Technische Kommunikation. Mit Funktionsdesign können Organisationen eine unternehmensspezifische kontrollierte Sprache und Schreibtechnik festlegen. Die theoretische Basis der Methode sind Überlegungen aus der Sprechakttheorie nach Searle und der Tübinger Kommunikationsanalyse. In der praktischen Anwendung als Schreibtechnik setzt Funktionsdesign vor allem auf einen Redaktionsleitfaden, der Regeln zur Texterstellung entlang der sprachlichen Handlungen strukturiert, im Gegensatz zu layout- oder textelementbasierten Redaktionsleitfäden.
Funktionsdesign geht auf Jürgen Muthig (Hochschule Karlsruhe – Technik und Wirtschaft) und Robert Schäflein-Armbruster (Hochschule Furtwangen University) zurück und wurde seit 1992 stetig weiterentwickelt.
Seit 2006 ist der Begriff Funktionsdesign als Marke geschützt, um unzulässige Werbung mit der Marke zu unterbinden. Die Anwendung der Methode ist jedoch frei.

## Bestandteile des Funktionsdesigns
Das Funktionsdesign besteht aus folgenden Teilen:
- Wissenschaftlicher Hintergrund: Funktional-kommunikativer Ansatz
- Vier Ebenen der Modellierung
- Redaktionsleitfaden
- Prinzipien
- Vorgehensmodell

### Wissenschaftlicher Hintergrund: Funktional-kommunikativer Ansatz
Funktionsdesign nutzt den Kerngedanken der Sprechakttheorie (Reden ist Handeln) als Basis. Demnach ist jede sprachliche Äußerung eine sprachliche Handlung und lässt sich unterteilen in ihre Funktion (Illokution), ihren Inhalt (Proposition) und weitere Teilakte.
Die Kommunikationsanalyse betrachtet, welche Faktoren zu einer erfolgreichen Kommunikation beitragen. Für das Gelingen einer Kommunikation ist entscheidend, dass die Kommunikationsteilnehmenden die Funktion einer Äußerung übereinstimmend wahrnehmen. Der reine Inhalt ordnet sich der Funktion unter.
Charakteristisch für Funktionsdesign ist, dass die Anzahl der zulässigen sprachlichen Handlungen begrenzt wird auf eine für die Textsorten der Technischen Dokumentation sinnvolle Teilmenge; so sind typischerweise Warnungen erlaubt, Entschuldigungen hingegen verboten. Um die korrekte Wahrnehmung der Funktion bei den Kommunikationsempfangenden sicherzustellen, werden für jede sprachliche Handlung geeignete Festlegungen getroffen, z. B. layoutseitige und typografische Gestaltung und Formulierungsmuster. Funktionsdesign geht davon aus, dass die auf diese Weise konventionalisierte Verwendung von sprachlichen Handlungen zu hoher Informationsqualität führt.

### Vier Ebenen der Modellierung
Funktionsdesign modelliert die Regelbasis der bereitzustellenden Informationen auf vier Ebenen:
1. Informationsprodukte
2. Sequenzmuster
3. Funktionale Einheiten
4. Auszeichnungselemente[1]

#### Erste Ebene: Informationsprodukte
Informationsprodukte entsprechen in etwa Dokumentarten. Typische Beispiele in der Technischen Redaktion sind Bedienungsanleitungen, Handbücher, Produkt- und Ersatzteilkataloge. Aber auch Online-Hilfen oder Instruktionsvideos sind Informationsprodukte.
Bei der Modellierung der Informationsprodukte sind die Zielgruppen des Informationsprodukts, deren Informationsbedarfe und die Nutzungssituationen entscheidend. In dieser Ebene des Funktionsdesigns wird die Makrostruktur der Inhalte festgelegt, also die benötigten Kapitel oder Module.
Der Makrostruktur werden Sequenzmuster zugeordnet, auf deren Basis Technische Redakteure die Inhalte für ein konkretes Informationsprodukt erstellen. Die Sequenzmuster stellen die zweite Ebene des Funktionsdesigns dar.

#### Zweite Ebene: Sequenzmuster
Sequenzmuster stellen Regeln auf der Ebene von Abschnitten oder Topics bereit. Sie sind strukturell vorgefertigte Raster, vergleichbar mit Formularen. Die Sequenzmuster basieren auf der Feststellung, dass eine erfolgreiche Kommunikation von der Reihenfolge der erforderlichen Sprechakte abhängt.
Sequenzmuster werden aus Funktionalen Einheiten aufgebaut. Das sind die Funktionalen Elemente der dritten Ebene. Sequenzmuster können außerdem andere Sequenzmuster integrieren, z. B. enthalten Handlungssequenzen in der Regel auch Warnhinweise. Gelegentlich unterscheidet Funktionsdesign deshalb modulbildende und integrierte Sequenzmuster.

#### Dritte Ebene: Funktionale Einheiten
Funktionale Einheiten stellen Regeln auf Satzebene bereit. Hier wird der funktionale Anteil von Äußerungen besonders hervorgehoben und genutzt. Funktionale Einheiten werden funktional benannt (z. B. Handlungsaufforderung, nicht Liste) und nach ihrem kommunikativen Zweck definiert. Um die Konsistenz der Textproduktion zu erhöhen, werden möglichst präzise Formulierungsmuster festgelegt. Beispiele für Funktionale Einheiten: Voraussetzung, Erklärung, Maßnahme, Resultat.

#### Vierte Ebene: Auszeichnungselemente
Auszeichnungselemente stellen Regeln auf Wortebene bereit. Mit Auszeichnungselementen lassen sich Wörter oder Phrasen anhand ihrer Bedeutung gruppieren und in diesen Gruppen mit Verwendungs- und Gestaltungsregeln versehen (z. B. Produktbezeichnungen immer fett hervorheben, Displaytexte immer in der Schriftart Courier formatieren). Dadurch wird eine höhere Konsistenz erreicht als bei anderen Verfahren der Textgestaltung, die lediglich die Gestaltungsmittel aufzählen (z. B. Schriftschnitte wie fett oder kursiv, Textfarben oder Unterstreichungen) und keine weiteren Angaben zu ihrer Verwendung machen. Weitere Beispiele für Auszeichnungselemente: Anzeige, Menü, Taste.

### Redaktionsleitfaden nach Funktionsdesign
In einem Redaktionsleitfaden nach Funktionsdesign werden alle vier Ebenen (Informationsprodukte, Sequenzmuster, Funktionale Einheiten / Funktionale Bilder und Auszeichnungselemente / Bildelemente) in eigenen Abschnitten berücksichtigt. In der Praxis kommt ein weiterer Abschnitt für grundlegende Schreib- und Stilregeln hinzu. Dadurch unterstützt der Redaktionsleitfaden die jeweiligen Phasen im Schreib- und Formulierungsprozess (Konzeptionsphase mit Informationsgewinnung und Reflexion, Exteriorisierungsphase mit Textproduktion und Evaluation) gegliedert.
- Die Regeln auf den Ebenen Informationsprodukt und Sequenzmuster unterstützen die Konzeptionsphase
- Die grundlegenden Schreib- und Stilregeln und die Regeln auf den Ebenen Sequenzmuster, Funktionale Einheiten / Funktionale Bilder und Auszeichnungselemente / Bildelemente unterstützen die Exteriorisierungsphase.

Die Beschreibungen der Funktionalen Elemente folgen einer einheitlichen Struktur. Die den unterschiedlichen Ebenen zugeordneten Abschnitte sind untereinander verlinkt, um die Navigation von übergeordneten zu untergeordneten Regeln und von allgemeinen zu spezifischen Regeln zu erleichtern. Durch die Orientierung an den sprachlichen Handlungen und den vier Ebenen steht jede Regel an einer eindeutigen Stelle.

### Prinzipien
Funktionsdesign nennt 14 Prinzipien:
- Orientierung an hoher Informationsqualität
- Abdeckung des kommunikativen Bedarfs: Es werden die Elemente standardisiert, die wirklich benötigt werden. Zum Beispiel Handlungsaufforderungen, Warnhinweise usw.
- Klare Redeweisen, um die interne Kommunikation einer Redaktion zu unterstützen
- Durchgängige Dokumentation: Die Elemente des Standards sind nach einem einheitlichen Muster beschrieben
- Vollständigkeit: Die Informationsprodukte werden vollständig nach geregelten Elementen aufgebaut
- Gemeinsame Verantwortung und Einbeziehung: Standardisierung im Team
- Kompetenzen einbringen und Wissen teilen
- Unterstützung durch Anpassung an Arbeitsumgebung (z. B. Tool-Integration)
- Redaktionsleitfaden in geeigneter Form bereitstellen
- Qualitätssicherung und offene Kommunikation für Nachhaltigkeit
- Kontinuierliche Verbesserung: Anpassung an neue Erkenntnisse, Ziele, Rahmenbedingungen und Zielgruppen
- Empirische Fundierung: Prüfung der Regeln durch z. B. Usability-Tests
- Analytische Basis: initiale qualitative und quantitative Analyse der Informationsprodukte
- Strategische Einbettung und Zielorientierung: Standardisierung benötigt Ressourcen, finanzielle Mittel und Zeit. Das erfordert die Unterstützung des Managements.[3]

### Vorgehensmodell
Wenn eine Technische Redaktion nach Funktionsdesign arbeiten möchte, gliedert sich die Umstellung auf diese Arbeitsweise in zwei Handlungsbereiche:
- Durchführung eines Standardisierungsprojekts zur Einführung eines Redaktionsleitfadens nach Funktionsdesign
- Integration der Prinzipien und der daraus resultierenden Aufgaben in die Geschäftsprozesse der Technischen Redaktion und ggf. der Organisation

Für die Einführung eines Redaktionsleitfadens nach Funktionsdesign stellt die Methode ein Vorgehensmodell zur Verfügung. Wesentliche Gedanken des Vorgehensmodells sind, dass die Standardisierung auf Analysen beruht und dass sie im Wechselspiel mit Beispielen entwickelt wird.

### Verwandte Techniken und Methoden
Sowohl im Rahmen eines Standardisierungsprojekts als auch bei der Integration in die Prozesse greift Funktionsdesign auf weitere Techniken und Methoden zurück. Dazu gehören:
- Problemtypologische Analyse[4]
- Zielgruppen- und Tätigkeitsanalyse
- Informationsprozessanalyse
- Modularisierung
- Indexierung
- Terminologie-Management und computerlinguistische Methoden
- Usability-Testing
- XML-Modellierung, z. B. mit DITA

Eine auf das Funktionsdesign aufbauende Methode ist das Rich Documentation Design.

## Anwendung des Funktionsdesigns

### Nutzen der Anwendung
Durch das Funktionsdesign können die Konsistenz und ökonomische Erstellung der Technischen Dokumentation gesichert werden. Technische Redaktionen arbeiten auf einer gemeinsamen Basis, da prinzipielle Entscheidungen bezüglich der Kerninhalte, der Sequenzierung und der Kennzeichnungen für jedes Funktionale Element bereits getroffen wurden und nicht individuell und ad hoc im laufenden Betrieb entschieden werden. Die Betrachtung von Informationen in den vier Funktionalen Ebenen eignet sich gut zur topic-orientierten Arbeit mit CCMS. Für die Modularisierung spielen vor allem die Sequenzmuster eine wichtige Rolle.

### Anwendung in verschiedenen Branchen
Das Funktionsdesign ist branchenunabhängig und damit geeignet für Technische Dokumentation beispielsweise in Maschinenbau, Software und anderen Sektoren.

### Mobiles Multimediales Funktionsdesign (MMFD)
Im Rahmen eines Forschungsprojektes aus dem Jahr 2016 wurde das Funktionsdesign erweitert um mobile und multimediale Aspekte. Dabei konnte gezeigt werden, dass mit Funktionsdesign auch multimediale Informationsprodukte, wie Instruktionsvideos, geregelt und standardisiert werden können.

## Adaption in der Lehre und Industrie
Funktionsdesign ist eine im deutschsprachigen Raum verbreitete und häufig genutzte Methode. Durch die Fokussierung auf die sprachlichen Handlungen und ihre Standardisierung und Strukturierung ist Funktionsdesign grundsätzlich geeignet, auch in nicht-deutschsprachigen Regionen eingesetzt zu werden. Dies geschieht jedoch nur in Einzelfällen, da Funktionsdesign auf internationaler Ebene kaum Verbreitung durch Forschung und Lehre findet.
Die Weiterentwicklung des Funktionsdesigns erfolgt durch SCHMELING + CONSULTANTS GmbH.

## Kritik am Funktionsdesign
Es existierten kaum regulär veröffentlichte Quellen zur Wirksamkeit des Funktionsdesigns. Falls der Redaktionsleitfaden nicht gepflegt und aktuell gehalten wird, besteht das Risiko des nicht gelebten Standards. Zudem besteht die Notwendigkeit, Funktionsdesign zu erlernen.
Ein weiterer Kritikpunkt ist, dass die Funktionalen Ebenen nicht klar gegeneinander abgrenzbar sind, so ist zum Beispiel nicht immer eindeutig was eine Funktionale Einheit von einem Sequenzmuster unterscheidet.